# در مسلخ عشق
در مسلخ عشق فیلمی به کارگردانی و نویسندگی کمال تبریزی ساختهٔ سال ۱۳۶۹ است.

## خلاصه داستان
در دوره ای که بنی صدر فرماندهی کل قوا را به عهده دارد، محمود آیت، فرمانده یک گروه عملیاتی، در حملهٔ گسترده‌ای علیه نیروها و مواضع دشمن شرکت می‌کند. آیت که به نحوهٔ فرماندهی ارتش بدگمان است اطمینان دارد که در این عملیات، به دلیل آشفتگی در جبهه، کشته‌خواهد شد. گروه عملیاتی تحت فرمان او در محاصرهٔ دشمن قرار می‌گیرد و شکست می‌خورند.

## بازیگران
- محمود بی غم
- امیر یزدانی
- حسین یاری
- سیدرحیم حسینی
- منصور اخوان
- شاپور محمدی
- فرهاد توسلیان
- جواد شیدائیان
- اسماعیل محمدی
- شهرام پروانیان
- نیما مراقبی